# Північнокавказький імамат
Північнокавказький імамат (Імамат Шаміля) — теократична ісламська держава, яка існувала на території Дагестану та Чечні у 1829-1859. Завойований Російською імперією під час Кавказької війни. Найбільший розвиток отримав в роки правління імама Шаміля (1834-1859).

## Історія створення та перші роки імамату
Передумовою створення імамату був рух Шейх Мансура 1785-1791, якого іноді називають першим імамом Кавказу. Основними своїми цілями Мансур ставив боротьбу з рабством, феодалами, кровною помстою, і в цілому, заміну гірських адатів на мусульманські закони шаріату.
Шейх Мансур та його послідовники чинили опір спробам царської Росії завоювати Північний Кавказ, що врешті-решт вилилося у відкриті війни 1785-1791 та 1817-1864 (так звана Кавказька війна). У ході першої війни царськими військами був полонений Мансур, проте в цілому війна закінчилася перемогою горців, якими ними була відвойована Чечня, частина Дагестану і Черкесії.
Після деякого затишшя, в 1817 військові дії поновилися з новою силою. Царським намісником на Кавказі було призначено генерала Єрмолова, який відрізнявся жорсткістю в методах війни. 
Суфізм, який тоді проник до Дагестану, набув форми мюридизму — масового послідовництва, яке скоро стало політичним та військовим явищем. Об'єднавшись у захисті від Росії, різні нації горців уклали спочатку кілька військових союзів, а потім і зовсім створили єдину державу — Імамат (зустрічаються також позначення — Північно-Кавказький Імамат, Імамат Шаміля і т. д.). Першим імамом нової держави став Газі-Мухаммад (1829-1832), потім Гамзат-бек (1832-1834),а за ним Шаміль (1834-1859),за якого він досяг свого найвищого розквіту.

## Імамат за правління Шаміля

### Столиця Шаміля
У 1834 році Шаміль  побудував укріплення на горі Ахульго в Дагестані (Нове Ахульго) неподалік   від укріпленого аулу Старе Ахульго.  Протягом 1834 - 1839 років Нове Ахульго було столицею Імамату. У 1839 році обидва аули були обложені російськими військами під командуванням генерала П. Х. Граббе, що взяли їх штурмом і зруйнували.  Однак імамові  з невеличким загоном вдалося прорватись крізь оточення і відійти до Чечні.  Там він  облаштував нову столицю  в селі Дарго, а після взяття його російськими військами  на чолі з графом Воронцовим (1845) переніс  столицю до села Ведено в історичній області Ічкерія. 1 квітня 1859 року Ведено було взяте російськими військами.  

### Адміністративний поділ Імамату
Територія Північнокавказького імамату поділялася на наїбства, що були військово-територіальними одиницями. Кожне наїбство повинно було надіслати на війну 1000 чоловіків. На чолі наїбств стояли наїби з числа наближених до імама  Шаміля людей. Кількість та кордони наїбств залежали від успіхів чи поразок військ горців.

## Галерея

Шаміль
Імам Газі-Мухаммад, перший імам Дагестану
Найвпливовіші наїби імамату Шаміля
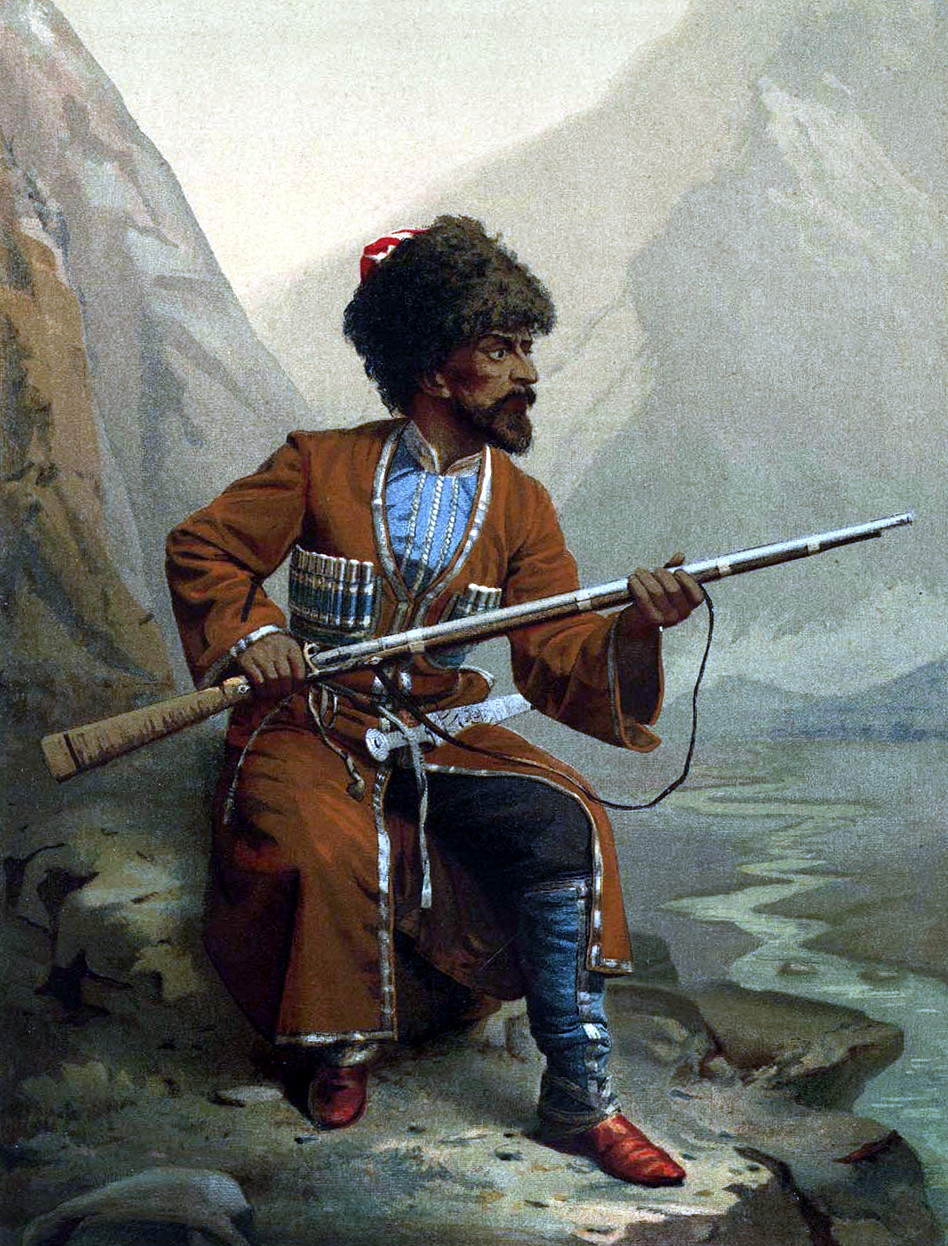
Солдат-мюрид з армії Шаміля
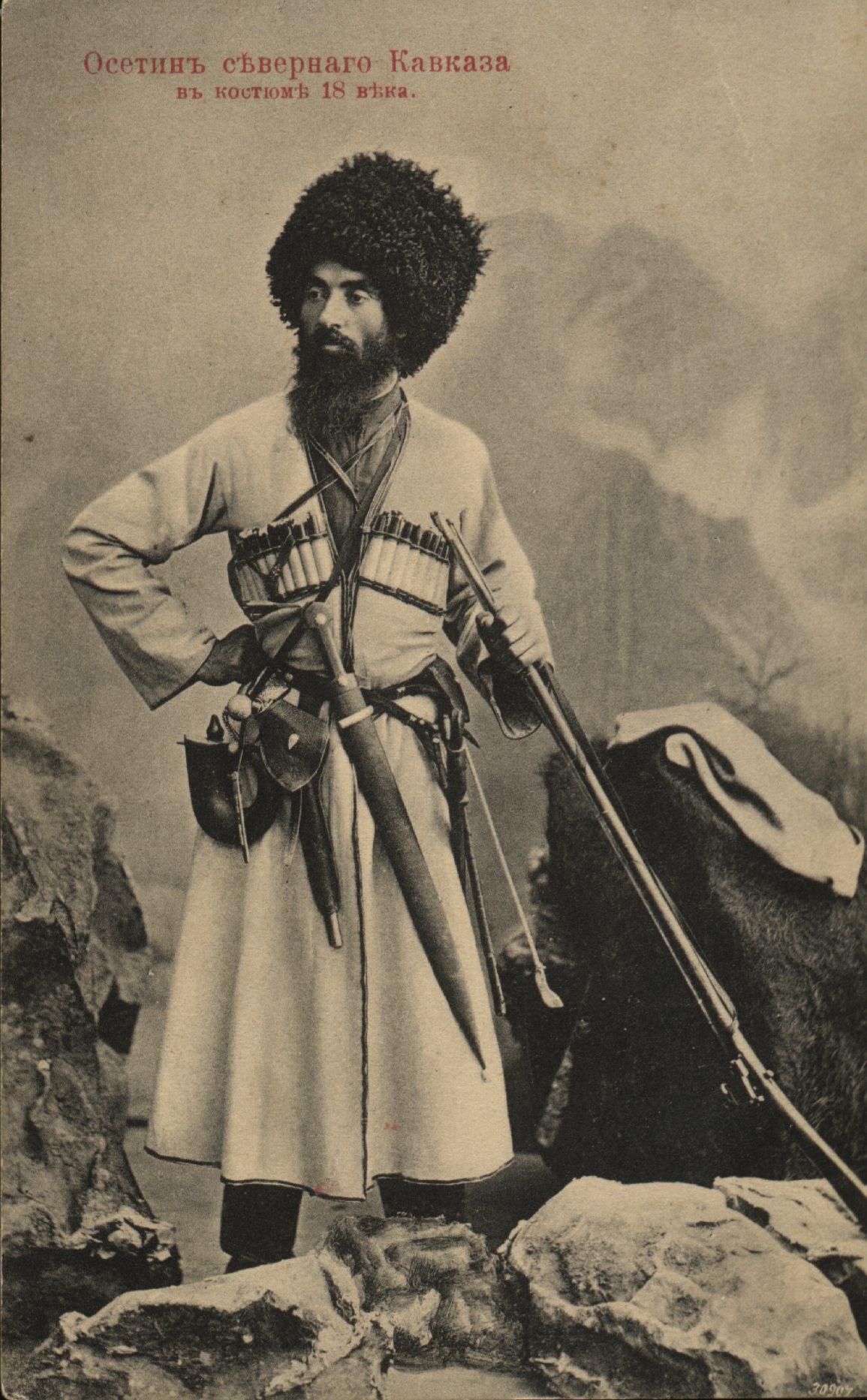
Горець у традиційному одязі часів Шаміля
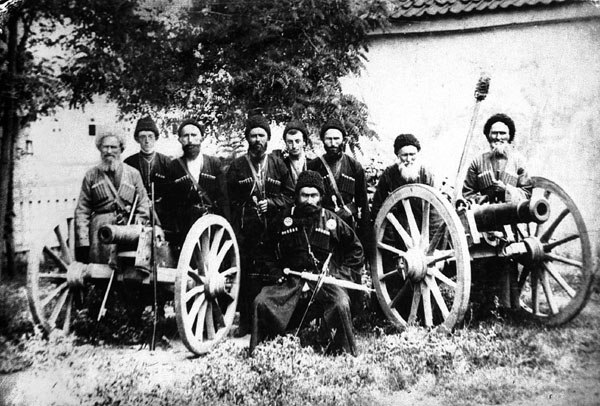
Зображення артилеристів з армії Шаміля біля своєї артилерії
Звичайні кавказькі горці часів Кавказької війни